# Франсуа Александр П'єр де Ґарсо
Франсуа Александр П'єр де Ґарсо був французьким ботаніком, зоологом і митцем. Де Ґарсо народився 16 квітня 1691 року в Екс-ан-Провансі, Франція, і помер 3 серпня 1778 року в Парижі, Франція. Де Ґарсо був членом Французької академії наук.

## Абревіатура
Шаблон:Botanist